# Генріх Прусський (1862-1929)
Генріх Альберт Вільгельм, принц Прусський (нім. Heinrich Albert Wilhelm Prinz von Preußen; 14 серпня 1862, Потсдам — 20 квітня 1929, Шлезвіг-Гольштейн) — німецький військово-морський діяч, грос-адмірал. Син імператора Німеччини Фрідріха III і Вікторії Саксен-Кобург-Готської, брат німецького імператора Вільгельма II. Учасник Першої світової війни.

## Біографія

### Початок служби
З дитинства йому, як другому сину імператора, була уготована військова кар'єра, але Генріх вирішив стати військовим моряком. У 1875—1877 роках він навчався в Кассельській гімназії.
У 1877 році він отримав своє перше офіцерське звання і почав службу на флоті. У 1878 і 1880 роках він здійснив навколосвітні подорожі, 1 жовтня 1880 здав офіцерський іспит.
У 1884—1886 роках принц відвідував заняття в Морській академії. З 1885 року він служив вахтовим офіцером на фрегаті Stein. З 1886 року — 1-й офіцер на корветі SMS Oldenburg, потім командував ротою 1-ї морської дивізії в Кілі. У 1887 році він був призначений командиром міноносця і одночасно 1-ї міноносної дивізії. З 1888 року принц Генріх командував імператорською яхтою SMY Hohenzollern. З 1889 року — командир крейсера SMS Irene, потім броненосця берегової оборони SMS Beowulf, броненосця SMS Sachsen і ескадреного броненосця SMS Wörth.
У 1896 році Генріх представляв брата на коронації російського імператора Миколи II.
У 1896 році він командував 2-ю дивізією 1-ї ескадри, а в 1897 році був призначений інспектором 1-й морської інспекції. У листопаді 1897 році принц прийняв командування 2-ю Східноазійською крейсерською ескадрою, з якою діяв у Китаї. У 1899 році був призначений начальником всіх східно-азійських крейсерських сил.
З 1903 року Генріх займав пост начальником військово-морської бази «Остзеє». У 1906—1909 роках очолював Флот відкритого моря. 1 жовтня 1909 Генріх Прусський був призначений на вищу флотську посаду — генерал-інспектора ВМФ.

### Перша світова війна
З початком Першої світової війни Принц Генріх призначений на важливу посаду головнокомандувача німецькими ВМС в Балтиці. Не всі хотіли бачити його на цій посаді. Наприклад, проти виступав Георг Олександр фон Мюллер, вважаючи, що Генріх Прусський не має досвіду керівництва великих з'єднань кораблів.
26 серпня крейсери SMS Augsburg і SMS Magdeburg з трьома ескадреними міноносцями зробили спробу атаки на російський дозор, в результаті якої крейсер SMS Magdeburg, що сів на мілину, був підірваний. Невдача змусила Генріха на певний час знизити активність на Балтиці. 23 вересня під командуванням Генріха в районі Виндава зосереджені великі сили флоту (14 лінкорів, крейсери, ескадрені міноносці, тральщики), призначені для висадки десанту на Курляндському узбережжі. Однак після отримання повідомлення про підхід великих сил британського флоту до Данської протоки Генріх 12 вересня отримав наказ негайно повертатися в Кіль.
За кампанію 1914—1915 років німецький флот на Балтиці втратив на російських мінах броненосний крейсер Friedrich Carl, 4 тральщика, 3 сторожових крейсера і 14 пароплавів, пошкодження отримали крейсери Augsburg і SMS Gazelle, 3 міноносці і 2 тральщика. До початку кампанії 1915 року флот під командуванням Генріха поповнився прибулими з Північного моря броненосними крейсерами SMS Roon, SMS Prinz Adalbert і SMS Prinz Heinrich, 6 ескадреними міноносцями та ін. Флот поділявся на дивізію охорони узбережжя і розвідувальні сили. Свої основні цілі Генріх бачив насамперед у протидії російському флоту, не даючи йому вести активні дії. 2 липня 1915 року в бою біля Гельголанда німецький мінний загороджувач SMS Albatross був сильно пошкоджений, а крейсер SMS Prinz Adalbert отримав пробоїну і ледь зміг дістатися до бази.
8 березня 1918 року Курляндський ландрат виніс рішення про створення під скіпетром імператора Вільгельм II т. зв. Курляндського герцогства. 15 березня 1918 року проголошено герцогство самостійною державою, а його правителем — принц Генріх. 12 квітня 1918 року в Ризі на об'єднаному засіданні ландратів Естонії, Латвії та Литви проголошено створення Балтійського герцогства на чолі з Генріхом. Після початку революції в Німеччині, Балтійське герцогство розпалося і 11 листопада було проголошено створення незалежної Естонії. 10 серпня 1918 принц був відсторонений від посади генерал-інспектора ВМФ, а після краху монархії в листопаді 1918 року звільнений з армії.
Генріх влаштувався Спочатку в Кільському замку, а після революції переїхав з родиною в маєток Геммельмарк, поблизу Екернферде. Як і його батько Фрідріх III, принц Генріх Прусський був завзятим курцем і помер від раку гортані 20 квітня 1929 року. Його поховали в маєтку Геммельмарк в Шлезвіг-Гольштейні.

## Сім'я

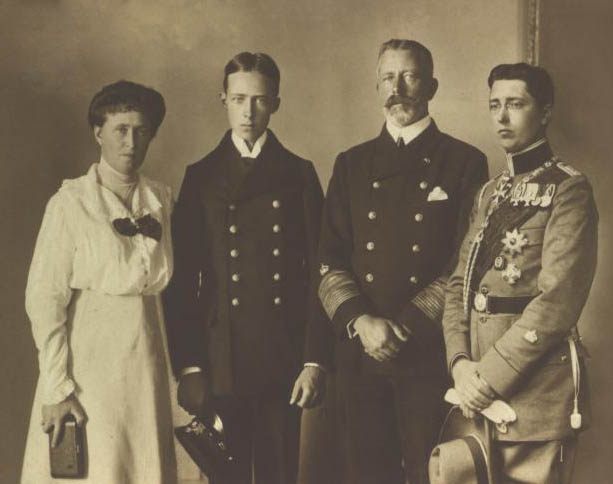
Сім'я Генріха Прусського. Зліва направо: Ірена, Сигізмунд, Генріх, Вальдемар.

З 24 травня 1888 Генріх Прусський був одружений зі своєю двоюрідною сестрою, гесенською принцесою Іреною (11 липня 1866 — 11 листопада 1953), дочкою великого герцога Людвіга IV і Аліси Великобританської. Від цього шлюбу народилося троє синів:
- Вальдемар (1889—1945)
- Сигізмунд (1896—1978)
- Генріх (1900—1904)

Старший Вальдемар і молодший Генріх були гемофіліками, які успадкували хворобу від матері, по жіночій лінії потомства королеви Вікторії.

## Особистість
Генріх володів характером, зовсім протилежним старшому братові, кайзеру Вільгельму II. Вів з сім'єю відкритий і досить скромний спосіб життя, за що користувався популярністю. Також зарекомендував себе талановитим дипломатом, вміючи взяти в переговорах правильний тон. Генріх підтримував дружні стосунки зі своєю двоюрідною сестрою і своячкою Олександрою Федорівною і її чоловіком Миколою II, неодноразово згадується в їхніх щоденниках. У 1896 році представляв брата на коронації Миколи II. Під час свого візиту в США в 1902 році Генріх залишив про себе дуже позитивні враження, йому був привласнений ступінь почесного доктора Гарвардського університету. Неучасть Генріха в політичному житті сприяло тому, що у нього завжди зберігалися рівні стосунки зі старшим братом-кайзером.
Як моряк Генріх був прагматиком і дуже практичною людиною. Він отримав одну з перших ліцензій пілота в Німеччині, був в стані зрозуміти практичну цінність тих чи інших технічних інновацій, довгі роки був покровителем яхт-клубу в Кілі і був завзятим яхтсменом. Після 1918 року, у вигнанні принц Генріх продовжив найактивнішу участь у вітрильних регатах і автомобільних гонках.
Генріх Прусський був палким автомобілістом, саме він винайшов склоочисник. У 1905 році Генріх запатентував свій винахід «Склоочисники автомобіля, які працюють від двигуна» (патент DRP 204.343).
У 1908 році їм заснований «Принц-Генріх-Фарт» — змагання німецьких автомобілістів, попередник Гран-прі Німеччини. Учасникам змагань видавалася срібні пам'ятні медалі із зображенням Генріха Прусського.
Генріх Прусський був одним з перших прихильників розвитку підводного флоту і морської авіації. За його ініціативою в Німеччині велися розробки першого німецького авіаносця.
Форма кепки (головного убору, в якому любив ходити Генріх Прусський) отримала визнання у яхтсменів і популярна дотепер. І за традицією часто іменується «Кепка Принца Генріха».

## Титули, чини, звання і почесні призначення
З 14 серпня 1862 по 20 квітня 1929 року користувався титулом Його Королівська Високість Принц Генріх Прусський.

### Звання ВМФ
- Кадет (22 квітня 1879)
- Фенріх (14 листопада 1879)
- Лейтенант-цур-зее (18 жовтня 1881)
- Обер-лейтенант-цур-зее
- Капітан-лейтенант (18 жовтня 1884)
- Корветтен-капітан (18 жовтня 1887)
- Фрегаттен-капітан
- Капітан-цур-зее (27 грудня 1889)
- Контр-адмірал (15 вересня 1895)
- Віце-адмірал (5 грудня 1899)
- Адмірал (13 вересня 1901)
- Грос-адмірал німецького флоту (4 вересня 1909)

### Почесні звання
- Контр-адмірал Австро-угорського флоту (почесний чин) (1899)
- Віце-адмірал Австро-угорського флоту (почесний чин) (1899)
- Звання почесного доктора технічного коледжу Шарлоттенбурга (1899)
- Почесний громадянин міста Нью-Йорк (25 лютого 1902; одержав під час візиту в місто)
- Почесний громадянин міста Філадельфія (10 березня 1902; одержав під час візиту в місто)
- Почесний доктор Гарвардського університету (6 березня 1902)
- Генерал піхоти саксонської армії (почесний чин) (5 липня 1906)
- Почесний чин в мирний час прусського генерал-полковника в ранзі генерал-фельдмаршала (4 вересня 1909)
- Адмірал флоту Британського Королівського військово-морського флоту (почесний чин) (27 грудня 1910)
- Гросс-адмірал Австро-угорського флоту (почесний чин) (9 жовтня 1916)

### Почесний шеф військових підрозділів
- З 1871 року до 1918 року значився в списках 1-го Королівського прусського гвардійського піхотного полку. Записаний лейтенантом, а з 1909 року значився в чині генерал-полковник у ранзі генерал-фельдмаршала.
- Шеф 35-го фузилерного Принца Генріха Прусського полку.
- Шеф 2-го гренадерського полку Кайзера Вільгельма короля Пруссії № 101.
- Шеф 8-го польової артилерії Принца Генріха Прусського полку Баварської армії.
- Шеф 1-го польової артилерії великого герцогства Гессенського полку № 25.
- З 24 серпня 1872 року значився в 33-м драгунському Ізюмському полку. 6 грудня 1907 року полк став називатися 11-й гусарський Ізюмський Його Королівської Високості Принца Генріха Прусського полк. З 8 липня 1888 року по 1 серпня 1914 року шеф 33-го драгунського (11-го гусарського) Ізюмського полку. Позбавлений шефства у зв'язку з початком війни.
- Оберст-шеф 20-го піхотного полку Австро-угорської армії.

## Нагороди

### Прусські ордени
- Орден Чорного орла (1872)
- Орден Червоного орла, великий хрест з дубовим листям і короною (1872)
- Орден Корони (Пруссія), великий хрест (1872)
- Хрест великого командора Королівського ордена дому Гогенцоллернів з ланцюгом (1872)
- Лицарський хрест I класу князівського ордена дому Гогенцоллернів (1872)
- Залізний хрест 2-го і 1-го класу
- Pour le Mérite з дубовим листям
  - Орден (1 серпня 1916)
  - Дубове листя (24 січня 1918)
- Орден Святого Іоанна (Бранденбург)
- Хрест «За вислугу років» (Пруссія)

### Ордени інших Німецьких держав
- Лицар Великого Хреста ордена Альберта Ведмедя (Ангальтське герцогство)
- Лицар Великого Хреста ордена Вірності (Велике герцогство Баденське)
- Лицар Великого Хреста ордена Бертольда I (Велике герцогство Баденське)
- Лицар Великого Хреста ордена Церінгенського лева (Велике герцогство Баденське)
- Лицар ордена Святого Губерта (Баварське королівство)
- Лицар I класу ордена Генріха Лева (Брауншвейзьке герцогство)
- Лицар ордена Золотого Лева (Гессен-Кассельське ландграфство)
- Лицар Великого Хреста ордена Людвіга (Гессен-Дармштадтське ландграфство)
- Лицар Великого Хреста з короною і діамантами Ордена Корони (Мекленбург)
- Лицар Великого Хреста із золотою короною Родового ордена Заслуг герцога Петра-Фрідріха-Людвіга (Велике герцогство Ольденбурзьке)
- Лицар ордена Зеленої корони (Саксонське королівство)
- Лицар Великого Хреста ордена Білого орла (Велике герцогство Саксен-Веймар-Айзенаське)
- Лицар Великого Хреста ордена дому Саксен-Ернестіне (Саксен-Альтенбург, Саксен-Кобург-Гота і Саксен-Майнінген)
- Лицар Великого Хреста ордена Вюртемберзької корони

### Ордени іноземних держав
- Лицар Великого Хреста королівського угорського ордена Святого Стефана (Австро-Угорщина)
- Великий хрест ордена Леопольда I (Бельгія)
- Лицар Великого Хреста ордена Хреста Христового (Бразилія)
- Орден Подвійного Дракона 1-го ступеня, 2-й клас (Китай)
- Орден Слона (Данія)
- Лицар Великого Хреста ордена Спасителя (Греція)
- Лицар Великого Хреста Королівського ордена Калакауа I (Гавайське королівство) (1881)
- Лицар ордена Благовіщення (Італія)
- Лицар Великого Хреста ордена Святих Маврикія та Лазаря (Італія)
- Лицар Великого Хреста ордена Святого Йосипа (Велике герцогство Тосканське)
- Вищий орден хризантеми (Японія)
- Великий хрест ордена «Золотий чок» (Корейська Імперія)
- Лицар Великого Хреста ордена Нідерландського лева
- Кавалер Великого Хреста Королівського норвезького ордена Святого Олафа
- Кавалер Великого Хреста Військового ордена Христа (Португалія)
- Кавалер Великого Хреста Військового Ордена Вежі й Меча (Португалія)
- Лицар Великого Хреста ордена Зірки Румунії
- Орден Андрія Первозванного (Російська імперія)
- Орден Святого Олександра Невського (Російська імперія)
- Імператорський і Царський орден Білого Орла (Російська імперія)
- Орден Святої Анни (Російська імперія)
- Орден Святого Станіслава (Російська імперія)
- Лицар Великого Хреста ордена Білого Орла (Сербія)
- Орден Золотого Руна (Іспанія)
- Великий хрест ордена Військово-морських заслуг (Іспанія)
- Лицар ордена Серафимів (Швеція)
- Орден «Османіє» (Османська імперія)
- Лицар ордена Підв'язки (Британська імперія)
- Лицар Великого Хреста цивільної версії ордена Лазні (Британська імперія)
- Орденська ланцюг Королівського Вікторіанського ордена (Британська імперія) (1902)
- Верховний орден Христа (Ватикан)
- Орденський ланцюг ордена визволителя Симона Болівара (Венесуела)

## Галерея

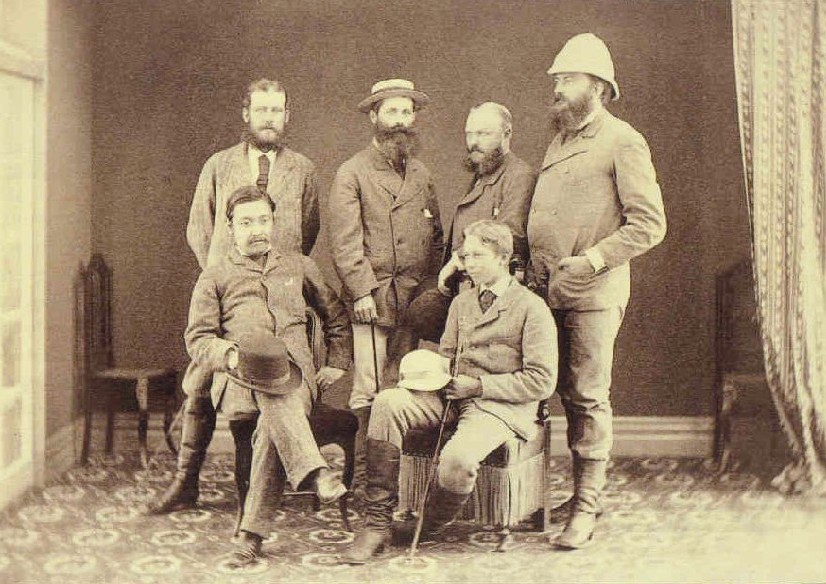
Принц Генріх (сидить праворуч) в Японії (1873).
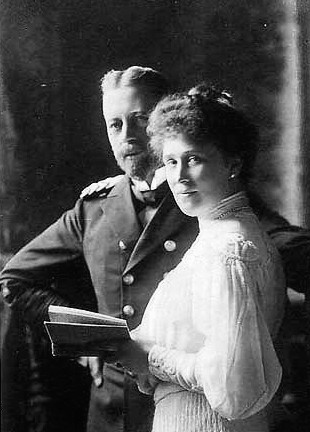
Принц Генріх з дружиною (1900).
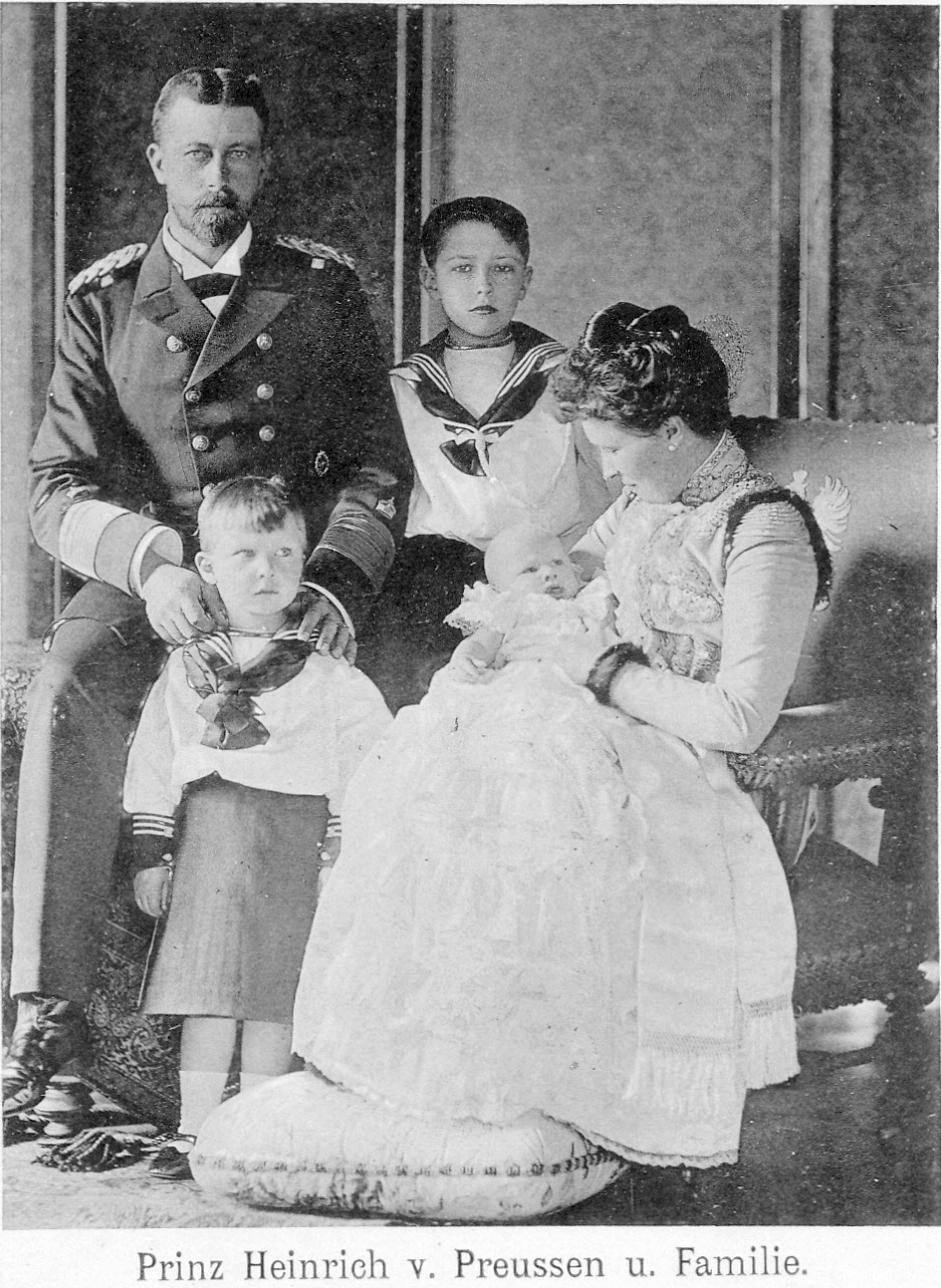
Принц Генріх з дружиною та дітьми (1900).
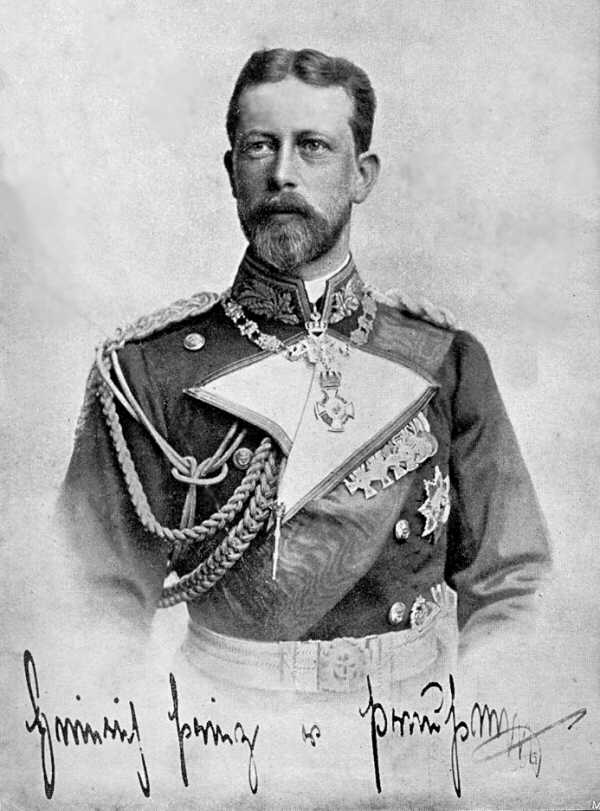
Генріх Прусський у формі грос-адмірала.
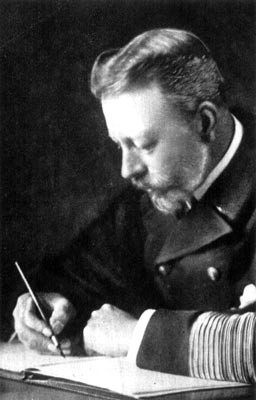
Генріх Прусський у формі грос-адмірала.